# Tim Palmer
Tim Neil Palmer (North Shields, 4 ottobre 1962) è un tastierista, produttore discografico e tecnico del suono britannico noto come membro della band di Ozzy Osbourne, e come turnista per svariati artisti.

## Biografia
Palmer ha iniziato la sua carriera a Londra. All'inizio degli anni '1980, Palmer è stato assistente ingegnere del suono presso gli Utopia Studios di Phil Wainman a Londra, dove ha lavorato con musicisti come Mark Knopfler e Dead or Alive. All'età di 2 anni, ha avuto il suo primo singolo numero uno, mixando (I Just) Died in Your Arms dei Cutting Crew. Nella seconda metà degli anni '1986, Palmer divenne un produttore, e le   sue conoscenze tecniche contribuirono al successo di gruppi quali The Mighty Lemon Drops, The Mission, con cui lavorò per diversi anni, e Gene Loves Jezebel. Nel 1980, Palmer ha prodotto Now and Zen per il cantante rock Robert Plant e Tin Machine, l'album d'esordio di debutto di David Bowie con i Tin Machine nel 10.
Negli anni '1990, Palmer ha iniziato a concentrarsi maggiormente sul mixaggio per diversi gruppi come Mother Love Bone, The Cure, Sponge, Wire Train, Ned's Atomic Dustbin e Concrete Blonde. Ha inoltre mixato Ten (1991) dei Pearl Jam. Ha anche prodotto gli album dei Tears for Fears Elemental (1993), Raoul and the Kings of Spain (1995) e Everybody Loves a Happy Ending (2004).
Palmer si è trasferito a Los Angeles, California, Stati Uniti, per costruire il proprio impianto di mixaggio ed è stato nominato per un Grammy Award per il suo lavoro di mixaggio sull'album All That You Can't Leave Behind degli U2. Ha prodotto e co-scritto canzoni con Ozzy Osbourne nel suo album di platino, Down to Earth (2001), e ha mixato In Absentia dei Porcupine Tree (2002). Palmer ha poi prodotto e mixato per le Goo Goo Dolls. Da quando ha trasferito il suo studio ad Austin, nel 2009, ha prodotto e mixato per Jason Mraz e Bob Schneider. Palmer è stato moderatore per tre anni al SXSW ed è governatore della sezione texana della Recording Academy. Ha mixato canzoni per diverse band di Austin, tra cui Bob Schneider e Quiet Company.
Nel 2017, Palmer ha mixato il singolo dei Tears for Fears, "I Love You but I'm Lost". È stata la loro prima nuova musica in 13 anni, ed è stata immediatamente nominata "Record of the Week" su BBC Radio 2.
Negli ultimi anni, Palmer ha svolto un ruolo attivo nella Recording Academy. È stato membro del consiglio di amministrazione del Texas per tre mandati e ora ricopre il ruolo di National Trustee.

## Discografia

### Con Ozzy Osbourne
- 2001 – Down to Earth
- 2007 – Black Rain